# アンホーリー・テラー
『アンホーリー・テラー』（Unholy Terror）は、アメリカ合衆国のヘヴィメタル・バンド、W.A.S.P.が2001年に発表した9作目のスタジオ・アルバム。バンドが新たに契約したサンクチュアリ・レコード傘下のレーベル「Metal-Is Records」からリリースされた。

## 背景
アルバム・タイトルはブラッキー・ローレスの宗教体験に基づいており、ローレスは18歳まで敬虔なクリスチャンとして育った後、教会に不満を感じてオカルトに傾倒した。ローレスは本作のテーマに関して「他人の宗教や信仰を非難すべきではなく、むしろ励ましてもいいぐらいだと思っている。俺は人々に、自分の答えは自分で探して、既存の信仰に頼るべきではないと伝えようとしたんだ」と語っている。また、ローレス自身は本作を『魔人伝』（1984年）と『ヘッドレス・チルドレン』（1989年）の折衷と捉えている。
「フー・スレイド・ベイビー・ジェーン?」と「ウェイステッド・ホワイト・ボーイズ」にはロイ・Zがゲスト参加した。
本作リリース後の2001年8月、オリジナル・メンバーのクリス・ホルムズが2度目の脱退に至り、本作がホルムズ在籍時としては最後のアルバムとなった。

## 反響・評価
バンドの母国アメリカではチャート入りしていないが、ドイツのアルバム・チャートでは前スタジオ・アルバム『ヘルドラド』（1999年）に引き続きトップ100入りを果たして、最高88位を記録。
ゲイリー・ヒルはオールミュージックにおいて5点満点中2.5点を付け、当時のW.A.S.P.の「殆ど未完成に近いほどの生々しさ」と「よりメロディックでパワフルな、ウォール・オブ・サウンド的アプローチ」の両面を披露したアルバムと評している。

## 収録曲
全曲ともブラッキー・ローレス作。
1. レット・イット・ロア - Let It Roar - 4:40
2. ヘイト・トゥ・ラヴ・ミー - Hate to Love Me - 4:07
3. ロコ・モティヴ・マン - Loco-Motive Man (And the Killer Babies) - 6:01
4. アンホーリー・テラー - Unholy Terror - 2:01
5. カリスマ - Charisma - 5:26
6. フー・スレイド・ベイビー・ジェーン? - Who Slayed Baby Jane? - 4:54
7. ユーフォリア - Euphoria - 3:19
8. レイヴン・ハート - Raven Heart - 3:45
9. エヴァーモア - Evermore - 6:10
10. ウェイステッド・ホワイト・ボーイズ - Wasted White Boys - 6:50

### 日本盤ボーナス・トラック
1. ヘイト・トゥ・ラヴ・ミー（カラオケ・ミックス） - Hate to Love Me (Karaoke Mix) - 4:12

## 参加ミュージシャン
- ブラッキー・ローレス - リード・ボーカル、ギター、キーボード
- クリス・ホルムズ - リードギター
- マイク・デューダ - ベース、ボーカル
- ステット・ホーランド - ドラムス、ボーカル
- フランキー・バネリ - ドラムス(on #2, #3, #5, #8, #10)

アディショナル・ミュージシャン
- ロイ・Z - リードギター(on #6, #10)
- ヴァレンティナ - バックグラウンド・ボーカル(on #6)